# Преспанско езеро
Вижте пояснителната страница за други значения на Преспа.
Преспанското езеро или Голямо Преспанско езеро (на македонска литературна норма: (Големо) Преспанско Езеро; на албански: Liqeni i Prespës; на гръцки: Λίμνη Μεγάλη Πρέσπα) е езеро в Северна Македония, Гърция и Албания и е второто по големина езеро в географската област Македония. Както и Охридското, то се намира в югозападната част на Македония и е отделено от него с планината Галичица. Нарича се и Голямо Преспанско езеро, за да се различава от Малкото Преспанско езеро, което се намира в Гърция и отчасти в Албания. Разположено е в междупланинска тектонска котловина на 853 m н.в. Поради колебанията на нивото общата му площ варира – между 274,03 и 275,40 km2, а максималната му дълбочина е 54 m. Северните и източните му брегове са полегати и слабо разчленени, а южните и западните – стръмни и с дълбоки заливи. От юг в него се влива къс (1 km) приток, изтичащ от плиткото Малко Преспанско езеро. Преспанското езеро е основен водоизточник за подхранване на Охридското езеро, като водите му чрез подземни канали под планината Галичица се оттичат в разположеното на 16 km на северозапад и лежащо на 158 m по-ниско Охридско езеро и постъпват в него в района на манастира „Свети Наум“. В езерото се намират два острова – Голем град в Северна Македония и Мал град в Албания. Ежегодните колебания на нивото му са 1,5 – 2 m.
Районът около Преспанското езеро е известен като Преспа, чийто център е град Ресен. В македонската част на брега на езерото се намират няколко курорта – Отешево, Крани, Претор, Асамати и други.
Най-разпространените риби в езерото са блескачът (уклей, белица, Alburnus alburnus), наричан нивичка, и скобарът (Chondrostoma nasus prespensis), наричан скобуст.
Преспанското езеро е включено в границите на Санстефанска България през 1878 година.